# Zâmbia na Universíada de Verão de 2021
A Zâmbia participou da Universíada de Verão de 2021, que aconteceu em Chengdu, na China, entre 28 de julho e 8 de agosto de 2023.
A delegação teve 13 atletas — oito masculinos e cinco femininos — em quatro modalidades olímpicas.

## Competidores
Estas foram as modalidades e atletas que disputaram a edição:
| Esporte       | Masculino | Feminino | Total |
| ------------- | --------- | -------- | ----- |
| Atletismo     | 6         | 1        | 7     |
| Badminton     | 1         | 1        | 2     |
| Tênis         | 1         | 2        | 3     |
| Tênis de mesa | 0         | 1        | 1     |
| Total         | 8         | 5        | 13    |

## Desempenho

### Atletismo
Masculino
Provas de pista
| Atleta                                                         | Evento   | Primeira fase | Primeira fase | Semifinal   | Semifinal   | Final       | Final       | Ref.   |
| Atleta                                                         | Evento   | Resultado     | Pos.          | Resultado   | Pos.        | Resultado   | Pos.        | Ref.   |
| -------------------------------------------------------------- | -------- | ------------- | ------------- | ----------- | ----------- | ----------- | ----------- | ------ |
| Patrick Banda                                                  | 100m     | 11.32         | 53            | Não avançou | Não avançou | Não avançou | Não avançou | [ 3 ]  |
| Patrick Banda                                                  | 200m     | 22.57         | 48            | Não avançou | Não avançou | Não avançou | Não avançou | [ 4 ]  |
| Moses Chileshe                                                 | 400m     | DSQ           | DSQ           | Não avançou | Não avançou | Não avançou | Não avançou | [ 5 ]  |
| Mushota Lengwe                                                 | 1 500m   | 4:22.98       | 27            | —           | —           | Não avançou | Não avançou | [ 6 ]  |
| Mushota Lengwe                                                 | 5 000m   | DNF           | DNF           | —           | —           | Não avançou | Não avançou | [ 7 ]  |
| Jonathan Musunga                                               | 1 500m   | 4:06.48       | 23            | —           | —           | Não avançou | Não avançou | [ 8 ]  |
| Jonathan Musunga                                               | 5 000m   | 16:33.08      | 22            | —           | —           | Não avançou | Não avançou | [ 9 ]  |
| Innocent Kanyala                                               | 800m     | 1:54.54       | 31            | Não avançou | Não avançou | Não avançou | Não avançou | [ 10 ] |
| Patrick Banda Innocent Kanyala Moses Chileshe Jonathan Musunga | 4 x 400m | DSQ           | DSQ           | —           | —           | Não avançou | Não avançou | [ 11 ] |

Provas de campo
| Atleta            | Evento              | Primeira fase | Primeira fase | Semifinal | Semifinal | Final       | Final       | Ref.   |
| Atleta            | Evento              | Resultado     | Pos.          | Resultado | Pos.      | Resultado   | Pos.        | Ref.   |
| ----------------- | ------------------- | ------------- | ------------- | --------- | --------- | ----------- | ----------- | ------ |
| Patrick Banda     | Salto em distância  | DNS           | DNS           | —         | —         | Não avançou | Não avançou | [ 12 ] |
| Mubanga Chishimba | Lançamento de disco | —             | —             | —         | —         | 34.04       | 11          | [ 13 ] |
| Mubanga Chishimba | Lançamento de dardo | 58.95         | 16            | —         | —         | Não avançou | Não avançou | [ 14 ] |

Feminino
Provas de pista
| Atleta            | Evento | Primeira fase | Primeira fase | Semifinal   | Semifinal   | Final       | Final       | Ref.   |
| Atleta            | Evento | Resultado     | Pos.          | Resultado   | Pos.        | Resultado   | Pos.        | Ref.   |
| ----------------- | ------ | ------------- | ------------- | ----------- | ----------- | ----------- | ----------- | ------ |
| Lushomo Mukakanga | 100m   | 12.84         | 43            | Não avançou | Não avançou | Não avançou | Não avançou | [ 15 ] |
| Lushomo Mukakanga | 200m   | DSQ           | DSQ           | Não avançou | Não avançou | Não avançou | Não avançou | [ 16 ] |

### Badminton
Masculino
| Atleta         | Evento  | Primeira fase          | Segunda fase           | Oitavas                | Quartas                | Semifinais             | Final                  | Posição     | Ref.   |
| Atleta         | Evento  | Adversário e resultado | Adversário e resultado | Adversário e resultado | Adversário e resultado | Adversário e resultado | Adversário e resultado | Posição     | Ref.   |
| -------------- | ------- | ---------------------- | ---------------------- | ---------------------- | ---------------------- | ---------------------- | ---------------------- | ----------- | ------ |
| Malama Musonda | Simples | UKR Koluzaiev D 0–2    | Não avançou            | Não avançou            | Não avançou            | Não avançou            | Não avançou            | Não avançou | [ 17 ] |

Feminino
| Atleta        | Evento  | Primeira fase          | Segunda fase           | Oitavas                | Quartas                | Semifinais             | Final                  | Posição     | Ref. |
| Atleta        | Evento  | Adversário e resultado | Adversário e resultado | Adversário e resultado | Adversário e resultado | Adversário e resultado | Adversário e resultado | Posição     | Ref. |
| ------------- | ------- | ---------------------- | ---------------------- | ---------------------- | ---------------------- | ---------------------- | ---------------------- | ----------- | ---- |
| Mutale Mukuka | Simples | GER Wilson D 0–2       | Não avançou            | Não avançou            | Não avançou            | Não avançou            | Não avançou            | Não avançou |      |

Misto
| Atleta                       | Evento | Primeira fase          | Segunda fase           | Oitavas                | Quartas                | Semifinais             | Final                  | Posição     | Ref. |
| Atleta                       | Evento | Adversário e resultado | Adversário e resultado | Adversário e resultado | Adversário e resultado | Adversário e resultado | Adversário e resultado | Posição     | Ref. |
| ---------------------------- | ------ | ---------------------- | ---------------------- | ---------------------- | ---------------------- | ---------------------- | ---------------------- | ----------- | ---- |
| Malama Musonda Mutale Mukuka | Dupla  | HKG Chow / Tsang D 0–2 | Não avançou            | Não avançou            | Não avançou            | Não avançou            | Não avançou            | Não avançou |      |

### Tênis
Masculino
| Atleta               | Evento     | Fase de 64             | Fase de 32             | Oitavas                | Quartas                | Semifinais             | Final / MB             | Pos.        | Ref.   |
| Atleta               | Evento     | Adversário e resultado | Adversário e resultado | Adversário e resultado | Adversário e resultado | Adversário e resultado | Adversário e resultado | Pos.        | Ref.   |
| -------------------- | ---------- | ---------------------- | ---------------------- | ---------------------- | ---------------------- | ---------------------- | ---------------------- | ----------- | ------ |
| Nabusanga Hamayangwe | Simples    | USA Cloud D 0–2        | Não avançou            | Não avançou            | Não avançou            | Não avançou            | Não avançou            | Não avançou | [ 18 ] |
| Nabusanga Hamayangwe | Consolação | —                      | Bye                    | COL Moncada D 0–2      | Não avançou            | Não avançou            | Não avançou            | Não avançou | [ 19 ] |

Feminino
| Atleta                          | Evento  | Fase de 64             | Fase de 32                         | Oitavas                | Quartas                | Semifinais             | Final / MB             | Pos.        | Ref.   |
| Atleta                          | Evento  | Adversário e resultado | Adversário e resultado             | Adversário e resultado | Adversário e resultado | Adversário e resultado | Adversário e resultado | Pos.        | Ref.   |
| ------------------------------- | ------- | ---------------------- | ---------------------------------- | ---------------------- | ---------------------- | ---------------------- | ---------------------- | ----------- | ------ |
| Patricia Sazambile              | Simples | PHI Bayogo V 2–0       | TPE Wong D 0–2                     | Não avançou            | Não avançou            | Não avançou            | Não avançou            | Não avançou | [ 20 ] |
| Queen Sakala                    | Simples | UZB Valikhanova D 0–2  | Não avançou                        | Não avançou            | Não avançou            | Não avançou            | Não avançou            | Não avançou | [ 20 ] |
| Queen Sakala Patricia Sazambile | Duplas  | Bye                    | THA Kovapitukted / Tararudee D 0–2 | Não avançou            | Não avançou            | Não avançou            | Não avançou            | Não avançou | [ 21 ] |

Misto
| Atleta                                  | Evento | Fase de 64             | Fase de 32                   | Oitavas                | Quartas                | Semifinais             | Final / MB             | Pos.        | Ref.   |
| Atleta                                  | Evento | Adversário e resultado | Adversário e resultado       | Adversário e resultado | Adversário e resultado | Adversário e resultado | Adversário e resultado | Pos.        | Ref.   |
| --------------------------------------- | ------ | ---------------------- | ---------------------------- | ---------------------- | ---------------------- | ---------------------- | ---------------------- | ----------- | ------ |
| Nabusanga Hamayangwe Patricia Sazambile | Duplas | Bye                    | AUS Charlton / Stevens D 0–2 | Não avançou            | Não avançou            | Não avançou            | Não avançou            | Não avançou | [ 22 ] |

### Tênis de mesa
Feminino
| Atleta      | Evento  | Fase de grupo                                                      | Fase de grupo | Fase de 64             | Fase de 32             | Oitavas                | Quartas                | Semifinais             | Final / MB             | Final / MB  | Pos.        | Ref.   |
| Atleta      | Evento  | Adversário e resultado                                             | Pos.          | Adversário e resultado | Adversário e resultado | Adversário e resultado | Adversário e resultado | Adversário e resultado | Adversário e resultado |             | Pos.        | Ref.   |
| ----------- | ------- | ------------------------------------------------------------------ | ------------- | ---------------------- | ---------------------- | ---------------------- | ---------------------- | ---------------------- | ---------------------- | ----------- | ----------- | ------ |
| Taonga Zulu | Simples | NGR Amah V 0–0 (w.o.) HKG Soo D 0–3 (w.o.) ALB Rexhaj D 0–3 (w.o.) | 3             | Não avançou            | Não avançou            | Não avançou            | Não avançou            | Não avançou            | Não avançou            | Não avançou | Não avançou | [ 23 ] |

Legenda
| Recorde mundial      | Recorde mundial (World record)               |                       | Recorde africano                      | Recorde africano (African) |                                           | Q | Classificado por posição (Qualified) |
| Recorde olímpico     | Recorde olímpico (Olympic record)            | Recorde da América    | Recorde da América (Americas)         | q                          | Classificado por melhor tempo (Qualified) |   |                                      |
| Melhor marca do ano  | Melhor marca do ano (World leading)          | Recorde asiático      | Recorde asiático (Asian)              | DNS                        | Não largou (Did not start)                |   |                                      |
| Recorde nacional     | Recorde nacional (National record)           | Recorde europeu       | Recorde europeu (European)            | DNF                        | Não terminou (Did not finish)             |   |                                      |
| Recorde pessoal      | Recorde pessoal do atleta (Personal best)    | Recorde da Oceania    | Recorde da Oceania (Oceania)          | DSQ / DQ                   | Desclassificado (Disqualified)            |   |                                      |
| Recorde da temporada | Recorde da temporada do atleta (Season best) | Recorde sul-americano | Recorde sul-americano (South America) | NM                         | Sem marca (No mark)                       |   |                                      |